# Polónia no Festival Eurovisão da Canção 2010
A Polónia confirmou a sua participação no festival Eurovisão da Canção 2010, a 18 de Setembro de 2009.

## Selecção
Para a selecção da Polónia utilizár-se-à uma final nacional (ou mais eventos adjuntos), que escolheram o representante Polaco. No entanto apenas em Outubro a televisão polaca anúnciará os planos para 2010. Porém, já ocorreram alguns ontactos com artistas para participarem na corrida à representação do país, como Katherine, que ao mesmo tempo também é apresentada como uma principal candidata pela Grécia.